# ATP Challenger Neunkirchen
Der ATP Challenger Neunkirchen (offiziell: Neunkirchen Challenger) war ein Tennisturnier, das 1984 einmal in Neunkirchen, im Saarland, stattfand. Es gehörte zur ATP Challenger Tour und wurde im Freien auf Sand gespielt.

## Liste der Sieger

### Einzel
| Jahr | Sieger       | Finalgegner    | Ergebnis |
| ---- | ------------ | -------------- | -------- |
| 1984 | Marián Vajda | Miloslav Lacek | 6:2, 7:5 |

### Doppel
| Jahr | Sieger                            | Finalgegner            | Ergebnis |
| ---- | --------------------------------- | ---------------------- | -------- |
| 1984 | Hans-Dieter Beutel Christoph Zipf | Ulf Fischer Eric Jelen | 7:6, 7:5 |